# Чентраке
Чентраке је насеље у Италији у округу Катанцаро, региону Калабрија.
Према процени из 2011. у насељу је живело 358 становника. Насеље се налази на надморској висини од 461 м.

## Становништво
Према резултатима пописа становништва 2011. у општини је живело 415 становника.
| 1951. | 1961. | 1971. | 1981. | 1991. | 2001. | 2011. |
| ----- | ----- | ----- | ----- | ----- | ----- | ----- |
| 1.655 | 1.281 | 985   | 871   | 692   | 494   | 415   |